# Klovpleje (dokumentarfilm)
Klovpleje er en dansk dokumentarfilm fra 1980 instrueret af Jens Thøgersen.

## Handling
Hvilke problemer har kvæg med klovene, når de går i stalden, og hvordan kan man afhjælpe problemerne? Det er for eksempel forvoksede klove, balleforrådnelser og såleknusninger. En behandling af såleknusning vises.